# Santiago Giordana
Santiago Giordana (Córdoba; 3 de mayo de 1995) es un futbolista argentino. Juega como delantero y su equipo actual es Millonarios de la Categoría Primera A de Colombia.

## Trayectoria
La carrera juvenil de Giordana comenzó con el Belgrano en 2015, tres años después de unirse al sistema juvenil del club. Firmó su primer contrato profesional el 5 de marzo, antes de ser un suplente, sin ingresar en el partido de la Primera División Argentina contra Olimpo el 31 de agosto. Días después, contra Temperley, Giordana hizo su debut en una derrota por 2-1. En junio de 2016, Giordana se incorporó a la Primera B Nacional, fue fichado como lateral del Club Guillermo Brown, fue cedido por un año. Marcó ocho goles en cuarenta partidos, incluido el primero contra Los Andes el 21 de septiembre en una victoria por 2-0.
El 28 de agosto de 2017, Giordana completó una cesión a Villa Dálmine de Primera B Nacional. Su primera aparición llegó tres semanas después en una victoria sobre Boca Unidos. Doce apariciones después, Giordana regresó a Belgrano y posteriormente fue fichado por el equipo de Primera División Temperley.
El junio de 2021 tendría su primer paso en el fútbol internacional siendo fichado por el Mushuc Runa Sporting Club de la Serie A de Ecuador, permaneció hasta el final de su contrato en diciembre de 2022 anotando 19 goles.
El 23 de enero de 2023 fue anunciado en el Deportivo Garcilaso de la Primera División del Perú anotando 22 goles en la temporada.
Su gran nivel en Perú lo llevó a estar en el radar del Galatasaray de Turquía para jugar la Liga de Campeones de la UEFA y en Ecuador por petición directa del entrenador Jorge Célico en la Universidad Católica para disputar la Copa Libertadores. Sin embargo, y a pesar de haber sido la oferta económica más baja en diciembre de 2023 Giordana decide fichar en Colombia con Millonarios, equipo que adquiere sus derechos deportivos aunque por un tema de papeleo entre clubes sería presentado hasta 2024.

"(Soy) una persona muy humilde, trabajadora y que va a dejar siempre lo mejor para lo que necesite el equipo... Siempre dije que mi sueño era jugar en un grande, desde el momento que me llamaron no lo dudé y gracias a Dios se dio todo para venir." Declaración de Giordana en su presentación con Millonarios.

El 11 de enero de 2024 firmó su contrato con Millonarios por tres años hasta diciembre de 2026.
Gana su primer título como profesional jugando para el equipo embajador tras ganar la Superliga de Colombia ante el Junior de Barranquilla, siendo determinante al anotar el primer gol del partido y dejar el global parcialmente en 1-1, y luego recuperar un balón y dar la asistencia a David Macalister Silva y este a su vez a Leonardo Fabio Castro para anotar el 2-0, dando el campeonato a Millonarios en un global 2-1.

## Estadísticas

### Clubes
Actualizado al último partido disputado el 17 de agosto de 2025.
| Club                        | Temporada     | Liga          | Liga  | Liga  | Copas nacionales | Copas nacionales | Copas internacionales | Copas internacionales | Total | Total |
| Club                        | Temporada     | Div.          | Part. | Goles | Part.            | Goles            | Part.                 | Goles                 | Part. | Goles |
| --------------------------- | ------------- | ------------- | ----- | ----- | ---------------- | ---------------- | --------------------- | --------------------- | ----- | ----- |
| Belgrano Argentina          | 2015-16       | 1.ª           | 1     | 0     | 0                | 0                | 0                     | 0                     | 1     | 0     |
| Belgrano Argentina          | Total club    | Total club    | 1     | 0     | 0                | 0                | 0                     | 0                     | 1     | 0     |
| Guillermo Brown Argentina   | 2016-17       | 2.ª           | 39    | 7     | 1                | 1                | Inexistentes          | Inexistentes          | 40    | 8     |
| Guillermo Brown Argentina   | Total club    | Total club    | 39    | 7     | 1                | 1                | 0                     | 0                     | 40    | 8     |
| Villa Dálmine Argentina     | 2017-18       | 2.ª           | 13    | 0     | 0                | 0                | Inexistentes          | Inexistentes          | 13    | 0     |
| Villa Dálmine Argentina     | Total club    | Total club    | 13    | 0     | 0                | 0                | 0                     | 0                     | 13    | 0     |
| Temperley Argentina         | 2018          | 1.ª           | 9     | 1     | 4                | 1                | Inexistentes          | Inexistentes          | 13    | 2     |
| Temperley Argentina         | 2018-19       | 2.ª           | 16    | 1     | 0                | 0                | Inexistentes          | Inexistentes          | 16    | 1     |
| Temperley Argentina         | Total club    | Total club    | 25    | 2     | 4                | 1                | 0                     | 0                     | 29    | 3     |
| Alvarado Argentina          | 2019-20       | 2.ª           | 17    | 5     | 0                | 0                | Inexistentes          | Inexistentes          | 17    | 5     |
| Alvarado Argentina          | Total club    | Total club    | 17    | 5     | 0                | 0                | 0                     | 0                     | 17    | 5     |
| Chacarita Juniors Argentina | 2020          | 2.ª           | 7     | 1     | 0                | 0                | Inexistentes          | Inexistentes          | 7     | 1     |
| Chacarita Juniors Argentina | 2021          | 2.ª           | 1     | 0     | 0                | 0                | Inexistentes          | Inexistentes          | 1     | 0     |
| Chacarita Juniors Argentina | Total club    | Total club    | 8     | 1     | 0                | 0                | 0                     | 0                     | 8     | 1     |
| Mushuc Runa · Ecuador       | 2021          | 1.ª           | 13    | 4     | 0                | 0                | Inexistentes          | Inexistentes          | 13    | 4     |
| Mushuc Runa · Ecuador       | 2022          | 1.ª           | 28    | 11    | 9                | 4                | 2                     | 0                     | 39    | 15    |
| Mushuc Runa · Ecuador       | Total club    | Total club    | 41    | 15    | 9                | 4                | 2                     | 0                     | 52    | 19    |
| Deportivo Garcilaso · Perú  | 2023          | 1.ª           | 32    | 22    | Inexistentes     | Inexistentes     | Inexistentes          | Inexistentes          | 32    | 22    |
| Deportivo Garcilaso · Perú  | Total club    | Total club    | 32    | 22    | 0                | 0                | 0                     | 0                     | 32    | 22    |
| Millonarios · Colombia      | 2024          | 1.ª           | 35    | 4     | 4                | 1                | 4                     | 0                     | 43    | 5     |
| Millonarios · Colombia      | 2025          | 1.ª           | 22    | 2     | 1                | 0                | 1                     | 0                     | 24    | 2     |
| Millonarios · Colombia      | Total club    | Total club    | 57    | 6     | 5                | 1                | 5                     | 0                     | 67    | 7     |
| Total carrera               | Total carrera | Total carrera | 233   | 58    | 19               | 7                | 7                     | 0                     | 259   | 65    |

### Tripletes
| 1 | 25 de mayo de 2023 | Estadio Inca Garcilaso de la Vega, Cusco | Deportivo Garcilaso - Alianza Atlético Sullana |  | 3 - 2 | Primera División de Perú |

## Palmarés

### Campeonatos nacionales
| Títulos               | Club        | País     | Año  |
| --------------------- | ----------- | -------- | ---- |
| Superliga de Colombia | Millonarios | Colombia | 2024 |

### Distinciones individuales
| Distinción                                      | Año  |
| ----------------------------------------------- | ---- |
| Máximo goleador de la Liga 1                    | 2023 |
| Once Ideal de la Liga 1                         | 2023 |
| Máximo goleador de la Superliga de Colombia (*) | 2024 |

Nota: * Distinción compartida con otro jugador.